# My Dice (EP)
My Dice je drugi extended play slovenske alternativne rock skupine Siddharta, izdan leta 2004. Poleg pesmi vključuje tudi videospot pesmi "My Dice" ter posnetek pesmi "Ring" in "Et tu" v živo na njihovem do tedaj najslavnejšem koncertu na Centralnem stadionu v Ljubljani.

## Seznam pesmi
Vse pesmi sta napisala Tomi Meglič in Primož Benko.
| Št.             | Naslov                          | Dolžina |
| --------------- | ------------------------------- | ------- |
| 1.              | „My Dice‟ (albumska verzija)    | 3:27    |
| 2.              | „Ring‟ (verzija v živo)         | 3:25    |
| 3.              | „You Betray‟ (albumska verzija) | 4:43    |
| 4.              | „Et tu‟ (verzija v živo)        | 3:41    |
| Skupna dolžina: | Skupna dolžina:                 | 16:16   |

## Zasedba

### Siddharta
- Tomi Meglič - vokal, kitara
- Primož Benko - kitara
- Boštjan Meglič - bobni
- Cene Resnik - saksofon
- Jani Hace - bas kitara
- Tomaž Okroglič Rous - klaviature in programiranje

### Dodatna pomoč
- Testtube - režija videospota za My Dice
- Interplan - režija posnetka v živo za Ring